# Danae groniasta
Danae groniasta (Danae racemosa (L.) Moench) – gatunek rośliny z monotypowego rodzaju Danae Medik. (również Danaë) z rodziny szparagowatych. Występuje naturalnie w południowej Turcji, północno-zachodniej Syrii, północnym Iranie i południowo-wschodnim Zakaukaziu. Introdukowany do Włoch około 1700 roku jako roślina ozdobna, naturalizował się i występuje współcześnie w stanie dzikim w północnych Włoszech i Toskanii. W XIX wieku podawany z Wysp Grecji. 
W wielu językach nazywany laurem aleksandryjskim lub laurem poetów, ponieważ jego długie i elastyczne pędy były wykorzystywane do plecenia wieńców laurowych, którymi koronowano poetów i sportowców, w tym według mitologii greckiej Parysa (Aleksandra). Uważano, że wieniec laurowy noszony przez Juliusza Cezara w celu ukrycia jego łysiny, również pleciony był z pędów lauru aleksandryjskiego, jednak ułożenie owoców na wieńcach uwiecznionych na niektórych antycznych popiersiach Cezara wskazuje, że powstały one raczej z wawrzynu szlachetnego.
Pierwszą pracę naukową na temat morfologii i anatomii gałęziaków danae groniastej (Zur Kenntnis der Assimilationsorgane von Danaë racemosa (L.) Moench), opublikowaną w 1910 roku, napisał w czasie swoich studiów polski botanik Władysław Szafer. 

## Morfologia

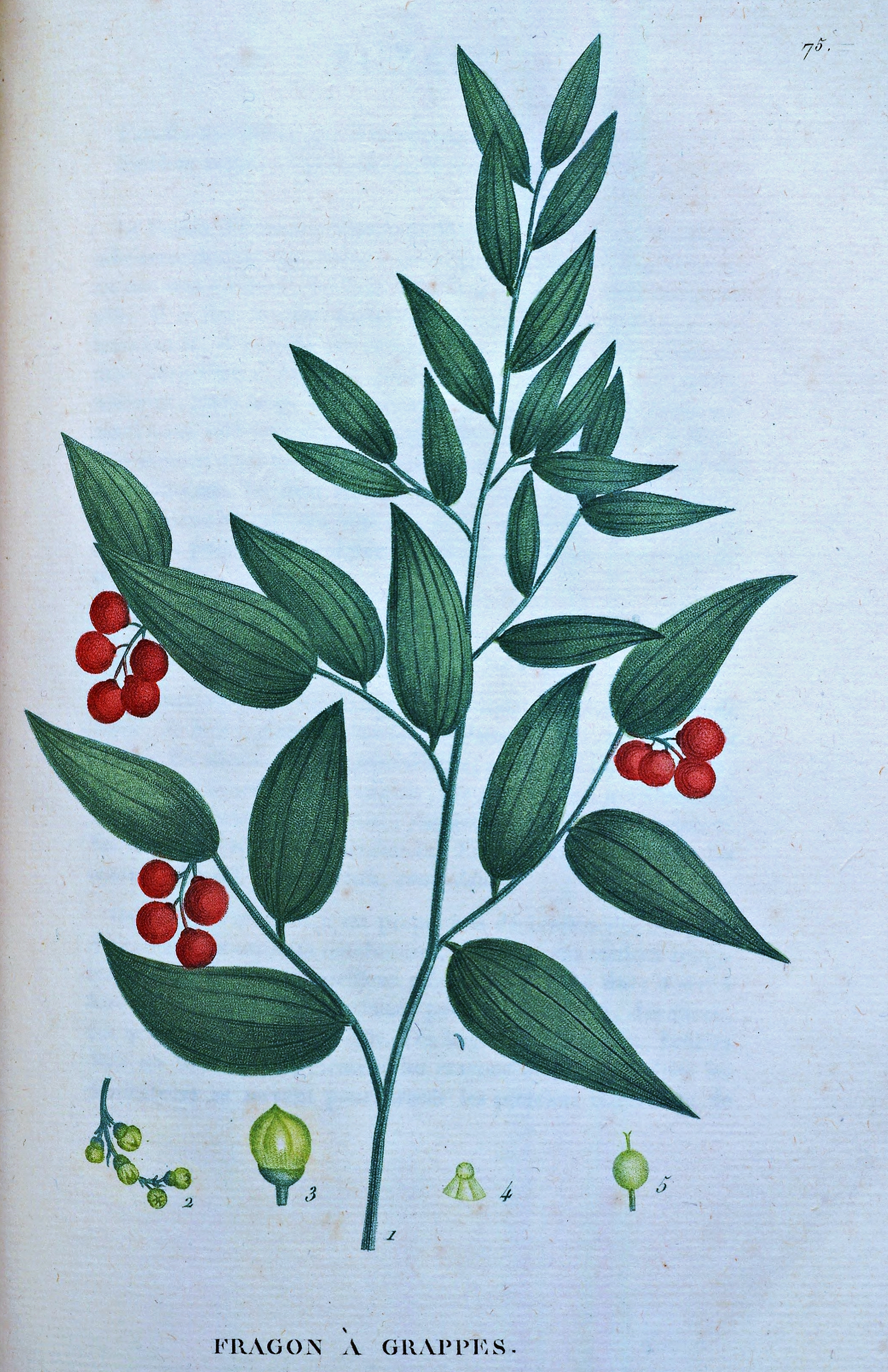

PokrójZimozielone krzewy o wysokości 60–120 cm. Tworzą gęste zarośla.
PędyPodziemne, krótkie kłącze. Główna oś łodygi rozgałęzia się jednokrotnie, naprzemianlegle. W górnym odcinku głównej osi łodygi oraz na odgałęzieniach bocznych wyrasta 5–7 zielonych, jajowato-lancetowatych, asymetrycznych gałęziaków, typu fyllokladium, przypominających krótkoogonkowe liście, o długości 3–7 cm.
LiścieZredukowane, papierzaste, położone dwurzędowo i naprzemianlegle. Liście na osi głównej łodygi osiągają długość 1,5–2,5 cm, są jajowato-lancetowate, szybko usychają i opadają; na odgałęzieniach bocznych są 2-milimetrowej długości i są trwałe. Liście właściwe, długoogonkowe występują wyłącznie u siewek oraz rzadko wyrastają bezpośrednio z kłącza.
KwiatyKwiaty obupłciowe zebrane po 5–8 w luźne grono, wyrastające wierzchołkowo na odgałęzieniach pędów. Szypułki członowane, u nasady okwiatu lub blisko niej. Okwiat kulistawo-urnowaty, sześciolistkowy. Listki okwiatu długości 2–3,5 mm, kremowe, zrośnięte na 2/3 długości i na tym odcinku zgrubiałe. Sześć pręcików o nitkach zrośniętych u nasady z rurką okwiatu oraz zrośniętych ze sobą w rurkę. Pylniki sąsiadujących pręcików wydają się być złączone, a każda para pylników osadzona jest na łączniku przekształconym w wydatną, nabrzmiałą poduszeczkę. Pylniki pękają do wewnątrz. Zalążnia  górna, kulistawa, trójkomorowa, z dwoma zalążkami w każdej komorze. Szyjka słupka wydatna, długości okwiatu, zakończona trójsiecznym znamieniem o brodawkowatych łatkach. Ziarna pyłku o cienkiej egzynie, jednoaperturowe.
OwocePomarańczowoczerwone jagody o lekko słodkim mezokarpie, z jednym rzadziej dwoma nasionami. Nasiona duże, kulistawe, jeśli występują pojedynczo, lub spłaszczone, średnicy 7–9 mm, twarde, białawe, z cienką, rozpadającą się łupiną. Bielmo nie magazynuje skrobi, lecz hemicelulozy, ziarno aleuronowe i tłuszcze.
Gatunki podobneOd innych przedstawicieli plemienia Rusceae odróżnia się kwiatostanami wyrastającymi na końcach pędów, a nie gałęziakach, oraz obupłciowymi kwiatami.

## Biologia i ekologia

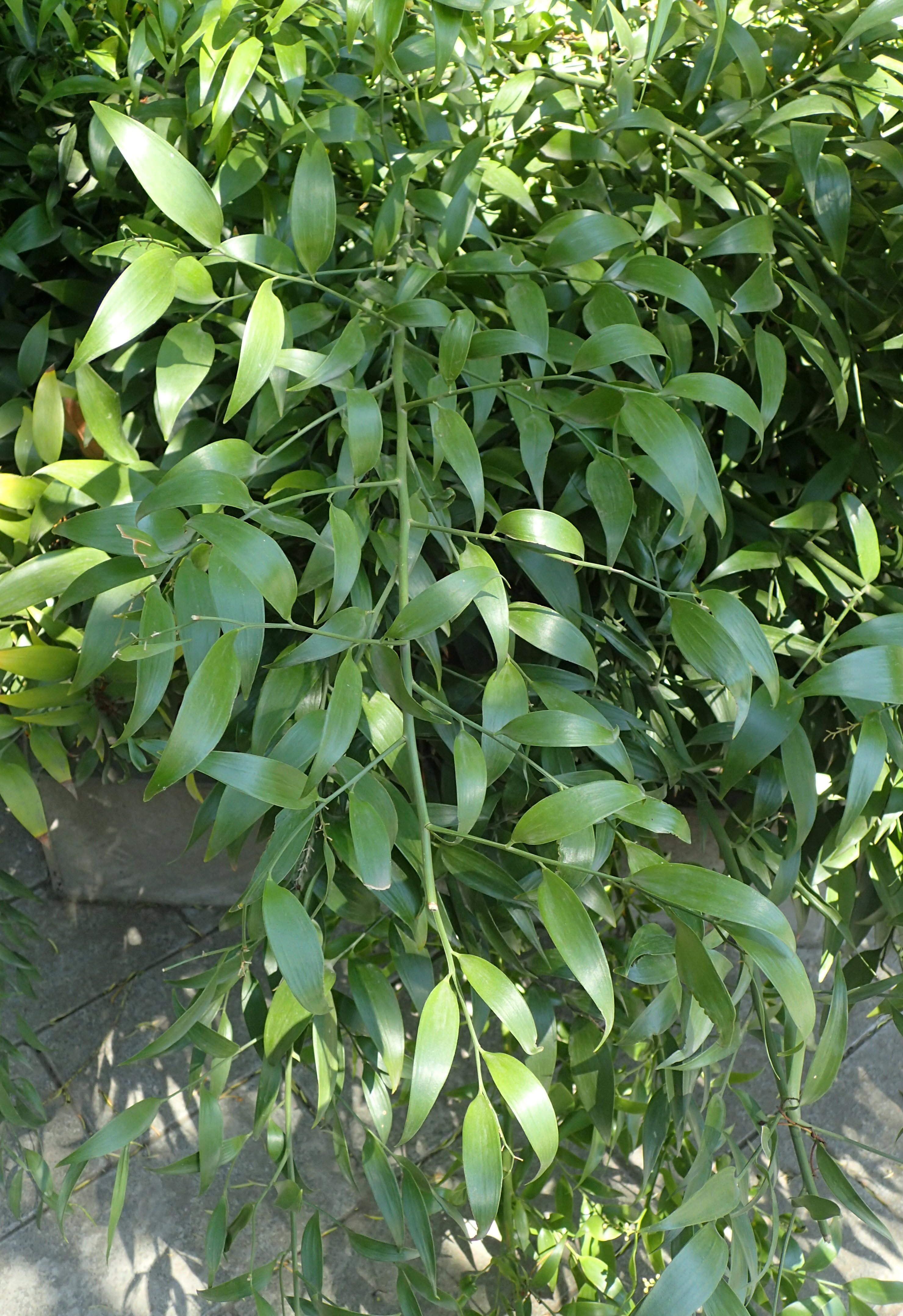
Pędy z gałęziakami

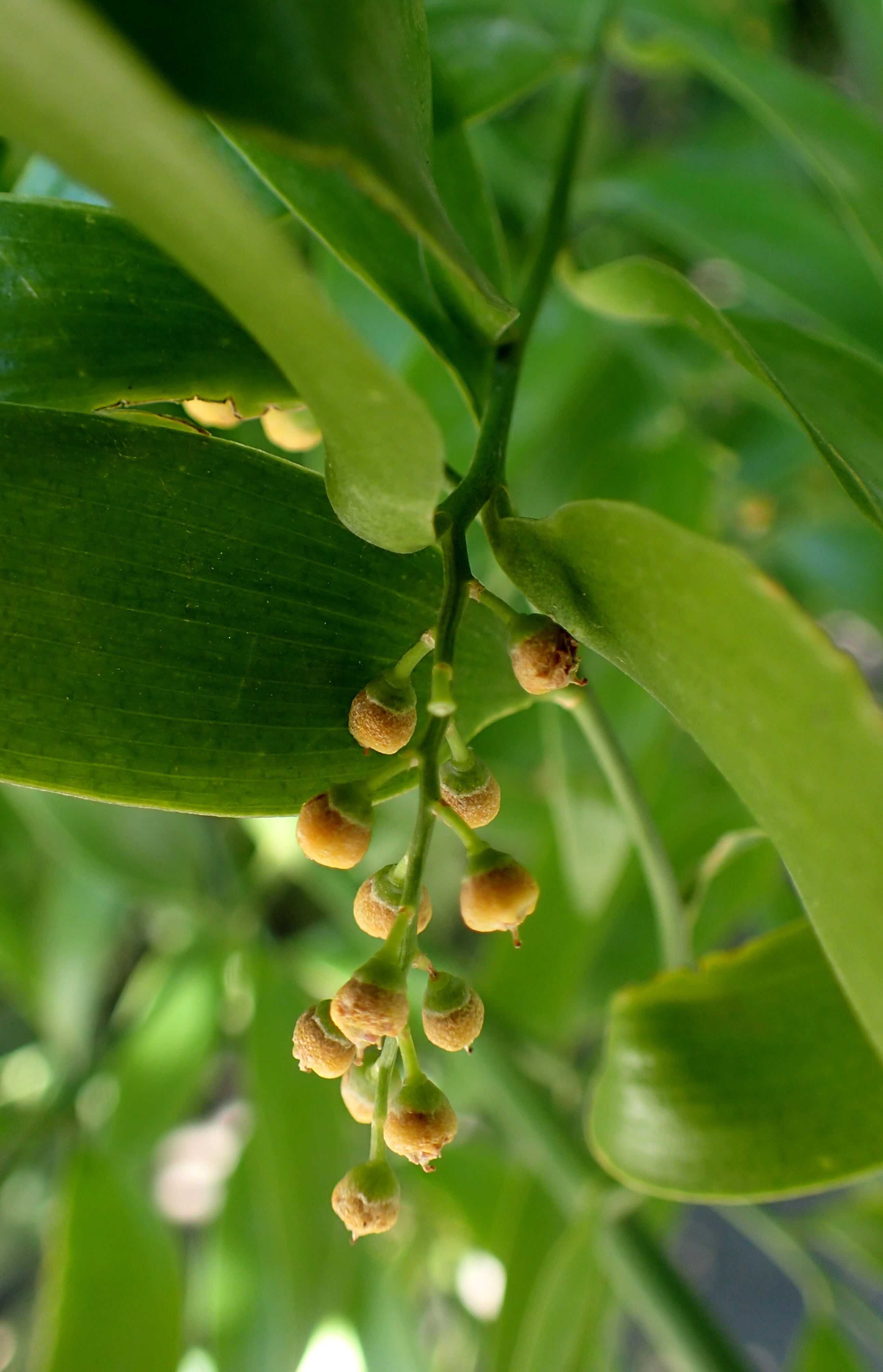
Kwiaty danae zebrane w grono

RozwójNanofanerofit. Kwitnie na nowych pędach, od maja do czerwca (rzadziej lipca), owoce dojrzewają w październiku. Kwiaty zapylane są przez owady (entomofilia). Nasiona roznoszone są przez zwierzęta (zoochoria).
Wymagania siedliskowe i fitosocjologiaNa Zakaukaziu i w północnym Iranie występuje w Górach Tałyskich, gdzie zasiedla lasy hyrkańskie. Jest gatunkiem charakterystycznym strefy nizinnej tych formacji, występującej na wysokości od poziomu Morza Kaspijskiego do 700 (1000) m n.p.m. Występuje tam razem z klonem kolchidzkim, albicją biało-różową, figowcem pospolitym, glediczją kaspijską, melią pospolitą, nieszpułką zwyczajną, parocją perską, topolą kaspijską, skrzydłorzechem kaukaskim, dębem kasztanolistnym, lipą szerokolistną, olszą czarną i brzostownicą kaukaską. Występuje też w wyższym piętrze Gór Tałyskich, zaczynającym się na wysokości ok. 850 m n.p.m., razem z bukiem wschodnim, olszą kaukaską, klonem zamszowatym, Ilex spinigera, Ruscus hyrcanus i Hedera pastuchovii.
W południowo-wschodniej Turcji i północno-zachodniej Syrii występuje w górach Nur, w lasach z klonem zwyczajnym, bukszpanem zwyczajnym, bukiem wschodnim, ostrokrzewem kolczastym, kłokoczką południową, cisem pospolitym, lipą srebrzystą i wiązem.
W północnych Włoszech występuje w lasach z dębem ostrolistnym.
Interakcje międzygatunkoweWe Włoszech danae atakowana jest przez tarczniki z gatunku Dynaspidiotus britannicus.
Cechy fitochemiczneW organach podziemnych danae groniastej obecna jest rutyna. W gałęziakach obecne są flawonoidy kwercetyna i kemferol, wykazujące działanie przeciwbólowe.
GenetykaLiczba chromosomów 2n = 40. Kariotyp składa się z 6 dużych i 14 małych chromosomów submetacentrycznych.

## Systematyka
Pozycja systematyczna rodzajuRodzaj zaliczany do plemienia Rusceae  podrodziny Nolinoideae w rodzinie szparagowatych (Asparagaceae). Historycznie, na przykład w systemie Takhtajana z 1997 roku i systemie Kubitzkiego z 1998 roku, zaliczany do rodziny myszopłochowatych (Ruscaceae).

## Nazewnictwo
Etymologia nazwy naukowejNazwa naukowa rodzaju pochodzi od mitycznej Danae, córki Akrizjosa, matki Perseusza. Epitet gatunkowy w łacinie oznacza „groniasta”.
Nazwy zwyczajowe w języku polskimIgnacy Rafał Czerwiakowski w wydanej w 1852 roku pracy Botanika szczególna: Opisanie roślin jednolistniowych lekarskich i przemysłowych opisał gatunek Danae racemosa pod polską nazwą danae groniasta. Taka sama nazwa gatunku została ujęta w Słowniku języka polskiego Aleksandra Zdanowicza z 1861 roku.

## Znaczenie użytkowe
Rośliny leczniczeDawniej roślina stosowana była w bólach żołądka, kolkach, zaburzeniach menstruacji i skąpomoczu.
Rośliny ozdobneW krajach o ciepłym klimacie rzadko uprawiana jako wiecznie zielona roślina ozdobna do nasadzeń w miejscach bardzo zacienionych i wilgotnych. Jest bardzo wytrzymała na znaczne zacienienie i suszę. W miejscach nasłonecznionych żółknie. Częściej uprawiana jest na potrzeby florystyki – jej pędy wykorzystywane są jako trwały element zielony do kompozycji bukietów.